# مسجد خانم
مسجد خانم هو مسجد من عهد القاجاريين، يقع في مدينة زنجان في شارع الإمام.

## معرض الصور

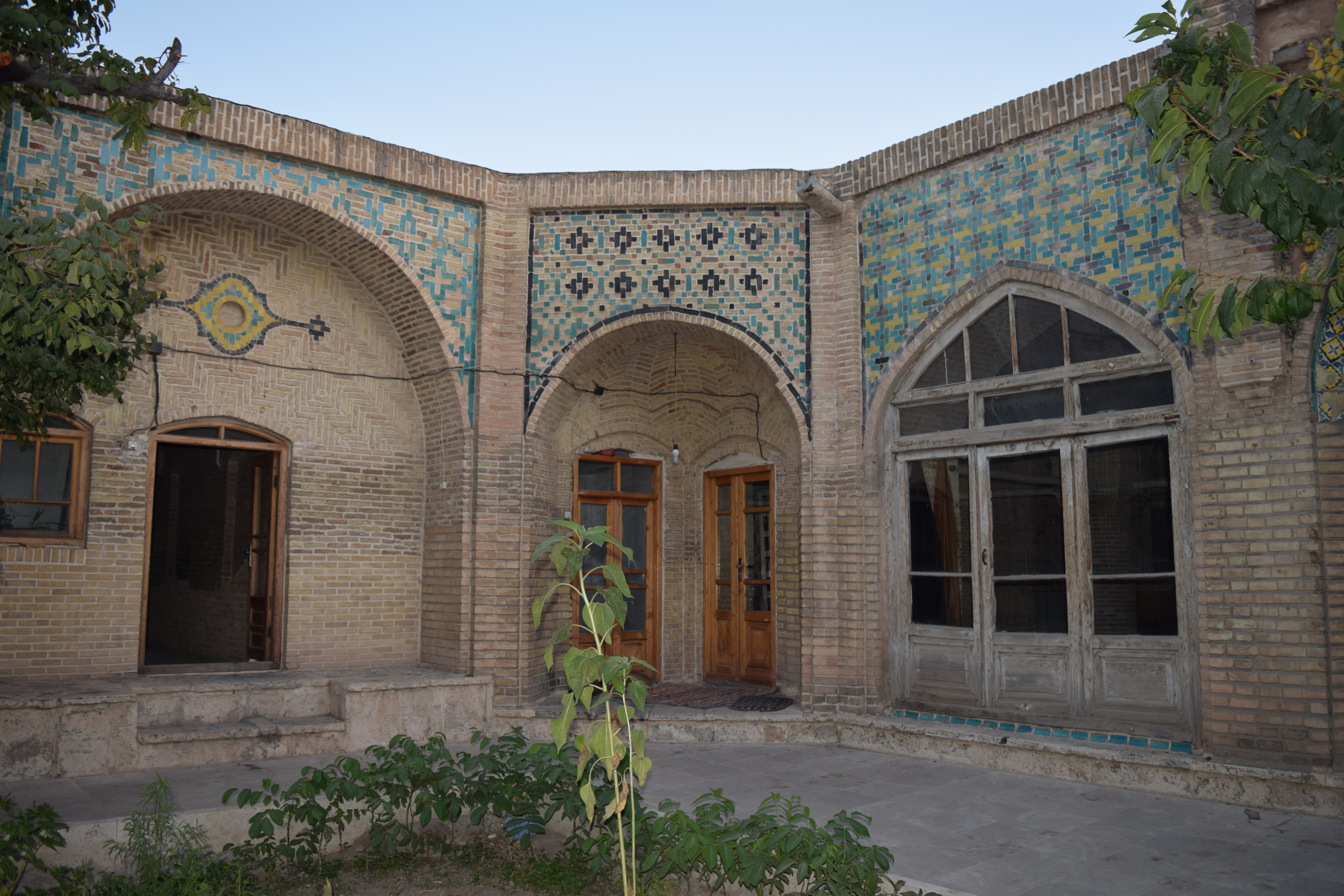
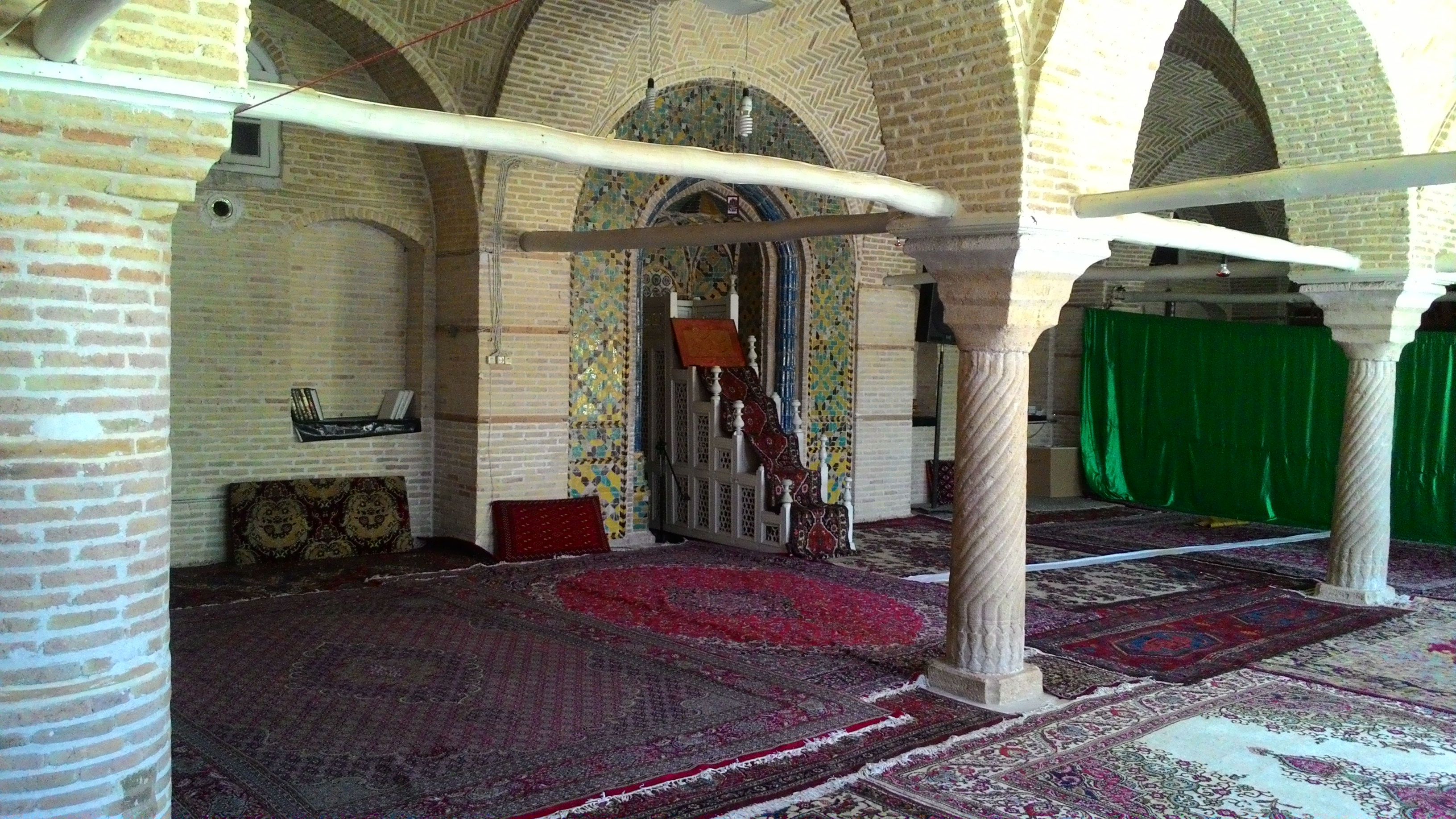
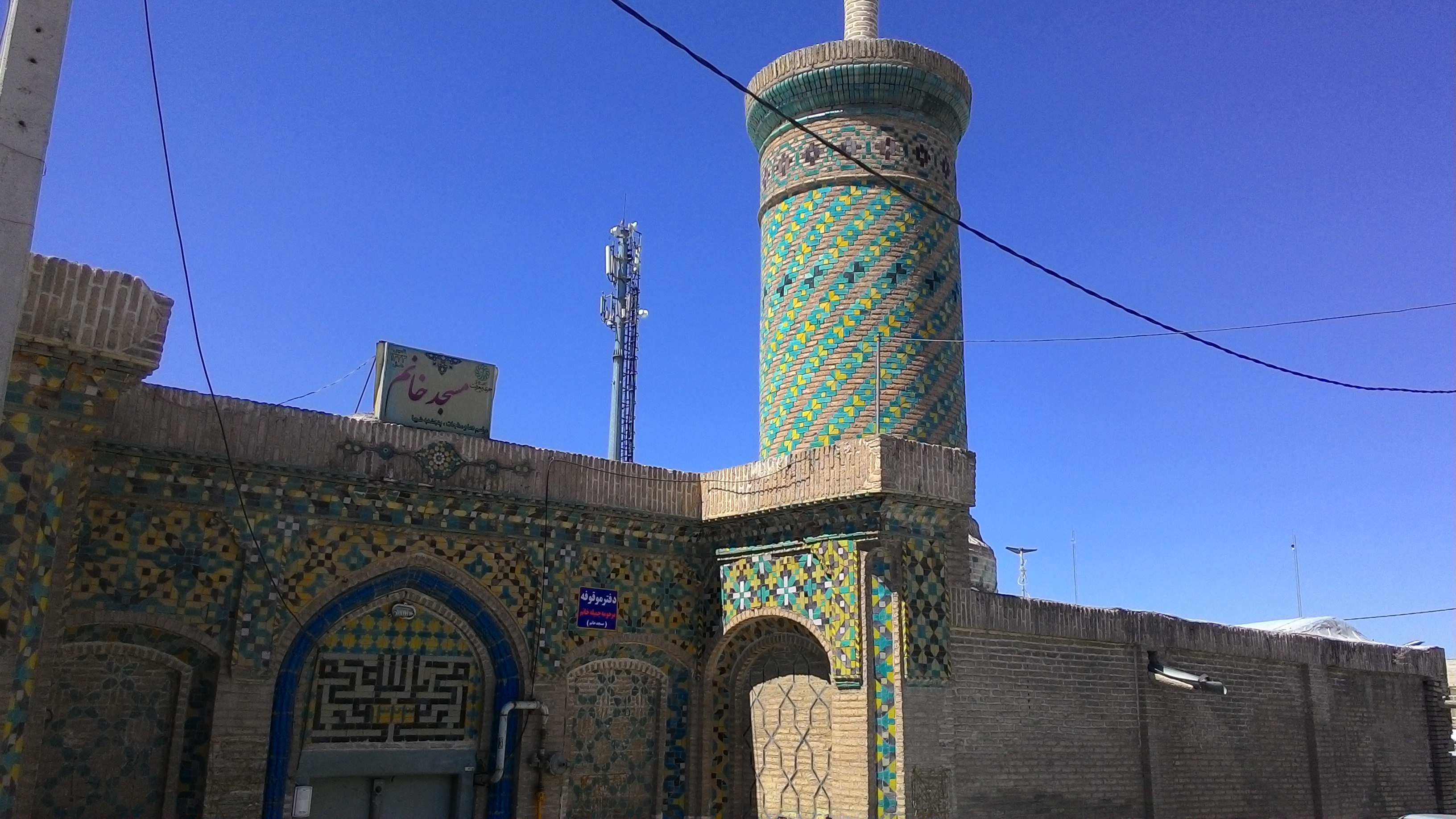
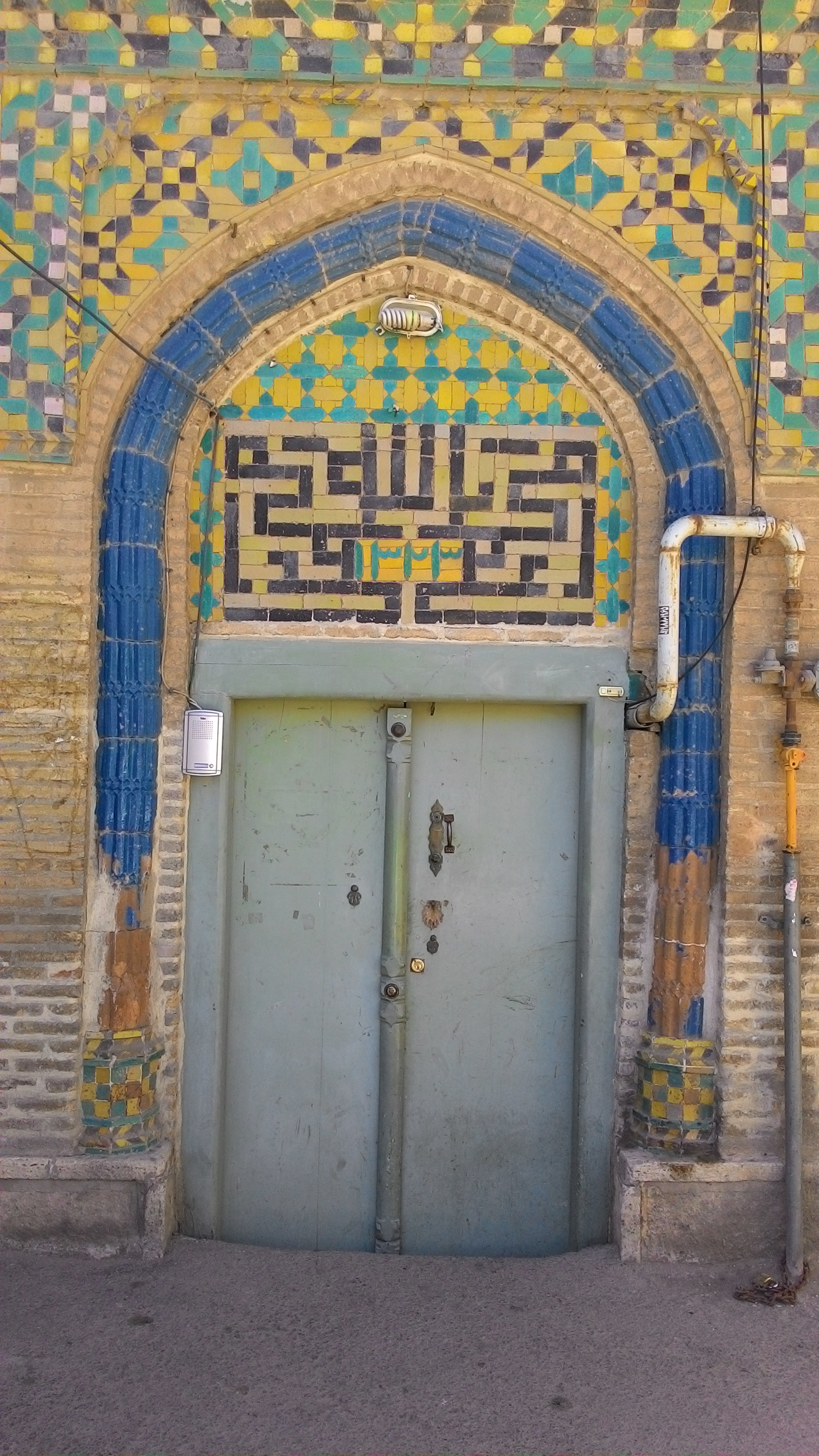